# Aujac (Gard)
Aujac – miejscowość i gmina we Francji, w regionie Oksytania, w departamencie Gard.
Według danych na rok 1990 gminę zamieszkiwały 154 osoby, a gęstość zaludnienia wynosiła 9 osób/km² (wśród 1545 gmin Langwedocji-Roussillon Aujac plasuje się na 751. miejscu pod względem liczby ludności, natomiast pod względem powierzchni na miejscu 462.).